# Dmitry Shirkov
Dmitry Vasil'evich Shirkov (em russo:  Дми́трий Васи́льевич Ширко́в; Moscou, 3 de março de 1928 - Dubna, 23 de janeiro de 2016) foi um físico teórico russo. Conhecido por suas contribuições à teoria quântica de campos e ao desenvolvimento do método do grupo de renormalização.

## Biografia
Dmitry Shirkov graduou-se na Faculdade de Física da Universidade Estatal de Moscou em 1949. Em 1954 obteve o doutorado (Candidato de Ciências, em russo:  Kandidat nauk) na área de teoria de difusão de nêutrons. Em 1958 defendeu sua tese de doutorado "método do grupo de renormalização na teoria quântica de campos", obtendo do grau de Doktor nauk.
Em 1972-1992 foi indicado professor do Departamento de Estatística Quântica e Teoria dos Campos da Faculdade de Física da Universidade Estatal de Moscou. Desde 1992 é professor do Departamento de Física de Alta Energia.
Dmitry Shirkov trabalhou no Instituto de Matemática Steklov no período 1952—1958 e no Instituto de Matemática da Divisão Siberiana da Academia de Ciências da União Soviética no período 1960—1969. Desde 1969 trabalha no Instituto Central de Investigações Nucleares e desde 1971 também na Universidade Estatal de Moscou. Foi chefe do Laboratório de Física Teórica do Instituto Central de Investigações Nucleares, onde atualmente é diretor honorário.
Dmitry Shirkov foi um Invited Nobel Professor na Universidade de Lund, Suécia (1970—1971). Tornou-se membro correspondente da Academia de Ciências da União Soviética em 1960 e acadêmico da Academia de Ciências da Rússia em 1994.
Dmitry Shirkov foi o iniciador e editor de uma série de monografias de «Livros de Física Teórica» editados pela Nauka Publishing Company (1978—1990). É presidente do juri do Prêmio Bogoliubov para Jovens Cientistas.

## Pesquisa
As principais obras de Dmitry Shirkov foram devotadas à teoria quântica de campos, teoria da supercondutividade, métodos aproximados na teoria de nêutrons lentos, dinâmica de interação fortes de partículas a baixas energias, etc. Construiu com Nikolai Bogoliubov um método de axiomático de perturbação para a teoria quântica de campos (1954—1958) e desenvolveu o método do grupo de renormalização (1955—1956). Inventou e desenvolveu o método da descrição quantotativa de colisões elástica e quasi-elástica de hádrons a baixas energias (1959—1970).

## Publicações

### Livros
- N. N. Bogoliubov, V. V. Tolmachev, D. V. Shirkov (1958): A New Method in the Theory of Superconductivity. Moscou: Academy of Sciences Press. (em russo).

— Kessinger Publishing, 2007. ISBN 0-548-38410-X, ISBN 978-0-548-38410-7. (em inglês).
- N. N. Bogoliubov, D. V. Shirkov (1959): The Theory of Quantized Fields. New York, Interscience. The first text-book on the renormalization group theory.
- D. V. Shirkov, V. V. Serebryakov, V. A. Mescheryakov (1969): Dispersion Theories of Strong Interactions at Low Energy. North-Holland. ISBN 0-7204-0150-X, ISBN 978-0-7204-0150-9.
- N. N. Bogoliubov, D. V. Shirkov (1980): Introduction to the Theory of Quantized Field. John Wiley & Sons Inc; 3rd edition. ISBN 0-471-04223-4. ISBN 978-0-471-04223-5.
- N. N. Bogoliubov, D. V. Shirkov (1982): Quantum Fields. Benjamin-Cummings Pub. Co., ISBN 0-8053-0983-7.
- V. V. Belokurov, D. V. Shirkov (1991): The Theory of Particle Interactions. American Institute of Physics. ISBN 0-88318-715-9.

### Publicações selecionadas
- V. F. Kovalev and D. V. Shirkov. The Bogoliubov renormalization group and solution symmetry in mathematical physics. Phys. Rep., 2001, v. 352, pp. 219–249.